# Wo ist Coletti?
Wo ist Coletti? ist eine deutsche Detektivkomödie von Max Mack aus dem Jahr 1913.

## Handlung
Dem Detektiv Jean Coletti gelang es, einen Bankräuber innerhalb von 48 Stunden zu stellen. Eine Berliner Lokalzeitung verbreitet die Ansicht, der Verbrecher wäre wesentlich schneller gefunden worden, wenn die Presse rechtzeitig eingeschaltet und ein Steckbrief veröffentlicht worden wäre.
Coletti schlägt daraufhin vor, sich 48 Stunden in Berlin zu verstecken und suchen zu lassen. Dem, der ihn in dieser Zeit findet, verspricht er eine Belohnung von 100.000 Mark. Zudem lässt er seinen Steckbrief mit Foto überall aushängen. Coletti gibt sich als Straßenkehrer, der Barbier Anton wird als Coletti verkleidet.
Die Amateurfahnder sitzen dem falschen Coletti auf. Eine Verfolgungsjagd führt über das offene Oberdeck eines Busses, durch Berlin-Tiergarten, zum Flugplatz und bis in ein Luftschiff. In diesem ergreift ihn eine resolute Dame, die ihn in die Zeitungsredaktion schleppt. Schnell stellt man jedoch fest, dass es nicht der eigentlich Gesuchte ist.
Als Nächstes wird ein Hund auf die Fährte Colettis angesetzt. In einem Korb wird er in die Garderobe von Colettis Freundin, der Varieté-Tänzerin Lolotte gebracht. An einer Einladung Lolottes durch einen Grafen nimmt Coletti verkleidet als Frau teil, ebenso der alte Vater des Grafen. Sie besuchen ein Filmtheater, in dem ein Bericht über die Jagd auf Coletti gezeigt wird. Die letzte halbe Stunde der Suchzeit verbringen sie zusammen in einem Chambre séparée.
Fünf Minuten nach Ablauf der 48 Stunden wird Coletti schließlich aufgespürt, doch er hat sein Experiment gewonnen.

## Hintergrund
Wo ist Coletti? entstand zwei Monate nach Macks Film Der Andere und wurde beim Publikum sehr populär. Wie auch in anderen deutschen Filmen der 1910er Jahre werden der Regisseur, der Drehbuchautor am Anfang des Filmes im Bild vorgestellt und die Darsteller per Filmtrick aus einer Papierrolle hervorgezogen.
Der in Berlin für die Gesellschaft „Vitascope“ gedrehte Film hatte am 4. April 1913 in den Kammer-Lichtspielen am Potsdamer Platz in Berlin Premiere. Filmarchitekt war Hermann Warm.
Bereits ein Jahr vor Tillie’s punctured Romance von Mack Sennett, der allgemeinhin als erste Filmkomödie in Spielfilmlänge gilt, schuf Max Mack mit Wo ist Coletti? ebenfalls eine abendfüllende Filmkomödie.

## Veröffentlichung
Das Staatliche Filmarchiv der DDR brachte eine auf knapp 16 Minuten gekürzte Fassung als DEFA-Heimfilm Nr. 222 heraus (siehe Weblinks). Bis heute (2022) blieb dies die einzige Veröffentlichung von Teilen des Films auf einem Kaufmedium.
2022 wurde der Film von der Friedrich-Wilhelm-Murnau-Stiftung anhand des originalen Kameranegativs digital restauriert. Am 24. August 2023 erlebt eine eigens dafür komponierte Orchestermusik von Richard Siedhoff, gespielt vom Metropolis Orchester Berlin unter der Leitung von Burkhard Götze, bei den Ufa-Filmnächten in Berlin ihre Uraufführung mit der restaurierten Filmfassung.